# John Hanke
John Hanke (né en 1967) est un entrepreneur américain et directeur d'entreprise. Il est le fondateur et actuel PDG de Niantic, une société de développement de logiciels qui a conçu Pokémon Go et Ingress. Hanke a dirigé la division Google Geo, qui comprenait Google Earth, Google Maps, Local, StreetView, Google SketchUp, et Panoramio.

## Jeunesse et startups
Né en 1967, Hanke a grandi dans la ville de Cross Plains,. Il a fréquenté l'Université du Texas à Austin et il a obtenu un baccalauréat en 1989.
Il a travaillé pendant quatre ans au Service extérieur des États-Unis à Washington et à l'étranger dans le Myanmar en politique étrangère,.
Il s'est inscrit à la Haas School of Business à l'Université de Californie. Il a rejoint la firme de démarrage de conception de jeu vidéo Archetype Interactive pour le développement Meridian 59, l'un des premiers jeu de rôle en ligne massivement multijoueur commercial. La firme est vendue à The 3DO Company le jour de l'obtention de son diplôme de MBA en 1996,. Hanke et Sellers créent alors la firme The Big Network, qui a rapidement  été vendue en 2000 à Intermix Media pour 17,1 millions de dollars.

## Keyhole
Plus tard, Hanke a co-fondé la firme de visualisation de données géospatiales Keyhole en 2001 et a occupé le poste de PDG de la société. Le financement initial a été fourni par Sony, et le démarrage a attiré l'attention par l'utilisation de leur technologie de cartographie dans les rapports des médias au début de la Guerre en Irak .Google a acheté la société en 2004 pour la somme de 35 millions de dollars en actions.

## Google
Hanke a rejoint Google lors de l'acquisition de Keyhole et il est devenu le vice-président des produits de gestion pour la division Geo. Au Cours de cette période, il a supervisé la migration de la  technologie de Keyhole  dans Google Earth et Google Maps en 2005. Il a également négocié un accord pour inclure Google Maps sur l'iPhone. StreetView, google SketchUp, et Panoramio utiliseront aussi cette technologie. Au cours de cette période, il forme une équipe qui participera au développement de Niantic.

## Niantic
En 2010, Hanke a créé une division de jeu au sein de Google, nommée Niantic Labs,. La société a conçu Ingress, un jeu de réalité augmentée de géolocalisation multijoueur. Le jeu a eu un million de joueurs l'année de sa publication en 2013, et sept millions en 2015.
Hanke a procédé à la scission de Niantic de Google à la fin de 2015 et a reçu 30 millions de dollars de Google, Nintendo et Pokemon. Il demeure chef de la direction et guide l'entreprise pour la sortie de Pokémon Go en juillet 2016. L'entreprise génère désormais plus de 2 millions de dollars dans les recettes journalières.